# Gulnara Bițiș
Gulnara Bițiș (n. Garipova, 7 martie 1985, la Ufa, Rusia) este o handbalistă de origine rusă care joacă pentru clubul CS Universitar Oradea pe postul de intermediar dreapta.

## Biografie
Gulnara Garipova a început să joace handbal la vârsta de 8 ani, cu antrenorul Leonid Ilin, la clubul rusesc GK Alisa Ufa. În 2008, ea a ocupat locul 5 cu echipa națională a Rusiei la Campionatul Mondial de Handbal pe Plajă. În 2009, Garipova a semnat un contract cu echipa românească Cetate Devatrans Deva, iar în 2010 s-a transferat la CS Universitatea Reșița. În perioada în care a jucat la Deva, Garipova l-a cunoscut pe viitorul ei soț, fotbalistul Alin Bițiș.
Între 2011 și 2013, Gulnara Garipova a fost legitimată la HCM Roman. În 2014, Gulnara a semnat cu nou-înființata echipă de handbal HC Vlady Oradea, soțul ei fiind orădean, dar echipa s-a desființat curând, iar Garipova-Bițiș s-a transferat la SC Mureșul Târgu Mureș.

## Palmares
Echipa națională
- Campionatul Mondial de Handbal pe Plajă:
  - Locul 5: 2008